# Casu axedu
Le casu axedu — également dénommé casu agedu, casu ’e fitta, fiscidu ou  frue — est un fromage artisanal sarde lié à la tradition agropastorale. Sa fabrication s’opère à partir de lait de chèvre cru mis à cailler durant un laps de 24 heures à une température avoisinant les 37°. La masse obtenue est ensuite soumise à salaison jusqu'à complète dessiccation,.